# Lindbergia viridis
Bản mẫu:Vật
Lindbergia viridis là một loài Rêu trong họ Leskeaceae. Loài này được Dixon mô tả khoa học đầu tiên năm 1920.